# Хаос: Убийства семьи Мэнсона
«Хаос: Убийства семьи Мэнсона» (англ. CHAOS: The Manson Murders) — документальный фильм режиссёра Эррола Морриса, вышедший на экраны в 2025 году. Лента основана на книге Тома О'Нила «Хаос: Чарльз Мэнсон, ЦРУ и тайная история 1960-х» (англ. CHAOS: Charles Manson, the CIA, and the Secret History of the Sixties).

## Сюжет
Лента возвращается к знаменитой серии убийств, совершённых Чарльзом Мэнсоном и членами его «семьи» в 1969 году, и пересматривает мотивацию преступников. Критике подвергается стандартная версия, выдвинутая Винсентом Буглиози и озвучиваемая в фильме прокурором Стивеном Кэем. Писатель Том О'Нил выдвигает свою гипотезу, предполагающую связь между возникновением секты Мэнсона и деятельностью американских спецслужб, в частности операцией «ХАОС» и проектами по управлению сознанием с помощью психологического и наркотического воздействия.